# Червоне (Генічеський район)
Червоне (1912 — Балка; по 2016 р. — Червонопрапорне) — село в Україні, у Генічеській міській громаді Генічеського району Херсонської області. Населення становить 679 осіб.

## Історія
12 червня 2020 року, відповідно до Розпорядження Кабінету Міністрів України № 726-р «Про визначення адміністративних центрів та затвердження територій територіальних громад Херсонської області», увійшло до складу Генічеської міської громади.
17 липня 2020 року, в результаті адміністративно-територіальної реформи та ліквідації  колишнього Генічеського району увійшло до складу новоутвореного Генічеського району.
Село тимчасово окуповане російськими військами 24 лютого 2022 року.

Пам'ятник на честь воїнів-односельчан

## Населення

### Мова
Розподіл населення за рідною мовою за даними :
| Мова            | Кількість | Відсоток |
| --------------- | --------- | -------- |
| українська      | 545       | 80.27%   |
| російська       | 85        | 12.52%   |
| ромська         | 12        | 1.77%    |
| вірменська      | 2         | 0.30%    |
| інші/не вказали | 35        | 5.14%    |
| Усього          | 679       | 100%     |

## Постаті
- Начосний Денис Миколайович (1986—2018) — сержант Збройних сил України, учасник російсько-української війни.